# Widows (Theaterstück)
Widows (englisch widow ‚Witwe‘) ist ein von Ariel Dorfman und Tony Kushner geschriebenes, englischsprachiges Theaterstück, welches 1987 im Hip Pocket Theatre Weltpremiere hatte und seitdem weltweit mehrmals aufgeführt wurde. Neben Aufführungen am Hip Pocket Theatre gab es unter anderem Aufführungen in Japan, Edinburgh, New York und Los Angeles (1991).
Das Theaterstück basiert auf dem 1983 erschienenen, gleichnamigen Roman und Gedichten. Es besteht aus 31 Szenen und ist in drei Akte unterteilt.
Der gleichnamige Roman wurde 1993 zusammen mit Death and the Maiden und Reader unter dem Titel The Resistance Trilogy veröffentlicht. Diese Trilogie beinhaltet Werke, die sich mit der Lebenssituation von unterdrückten Menschen befassen.

## Inhalt

### Ort und Zeit
Laut Ariel Dorfmans Homepage erzählt das Stück aus dem Jahr 1942 von Bewohnern eines griechischen Dorfes, welche unter der Nazi-Besatzung gelitten haben und noch leiden. Die Namen der Charaktere klingen dagegen spanisch, was für einen spanischen oder lateinamerikanischen Schauplatz spricht. Der Erzähler (the narrator), der in einigen Szenen immer wieder in einem Nebenhandlungsstrang auftritt, äußert sich jedoch deutlich gegen eine Festsetzung der Geschichte an einen bestimmten Ort und eine bestimmte Zeit. Somit bleibt die Wahl des Schauplatzes dem Zuschauer überlassen.

### Handlung
Die vom Militär unterdrückten weiblichen Bewohner eines kleinen Dorfes werden von der Ungewissheit über die Schicksale nahezu aller ihrer männlichen Angehörigen geplagt. Am nahe gelegenen Flussufer, an dem sich die Frauen zum Wäschewaschen treffen, werden nach und nach zur Unkenntlichkeit entstellte männliche Leichen angespült. Der neu in die Region abkommandierte Captain, der den Krieg schon hinter sich gelassen hat und das Land modernisieren will, steht zwischen zwei Fronten: Die aufgebrachten Frauen des Dorfes sehen in den toten Körpern endlich die Chance, Gewissheit über das Schicksal ihrer Männer zu erlangen, und beanspruchen sie für sich. Der junge Lieutenant unter dem Captain hingegen will den Frauen die Leichen verwehren, um weitere Fragen zum Schicksal der Männer zu verhindern und mögliche Ungereimtheiten zu deren Tod zu vertuschen.

## Charaktere
- The Narrator (Erzähler)

### Die Familie Fuentes
- Sofia Fuentes (Großmutter, „Dorfälteste“)
- Alexandra Fuentes (Schwiegertochter von Sofia, mit deren Sohn Emiliano verheiratet)
- Yanina Fuentes (Schwiegertochter von Sofia, mit deren Sohn Alonso verheiratet)
- Alonso Fuentes (Sofias Sohn, Yaninas Mann)
- Fidelia Fuentes (Alexandras Tochter, im Teenageralter)
- Alexis Fuentes (Alexandras Sohn)

### Weitere im Tal lebende Leute
- Teresa Salas
- Katherina
- Rosa
- Mariluz
- Amanda
- Lucia
- Ramona

- Cecilia Sanjines (Emmanuels Geliebte)

- Father Gabriel (Gemeindepfarrer)

Die Familie Kastoria ist eine einflussreiche Familie, die bei den Zügen des Militärs mitredet, beziehungsweise diese entscheidet.
- Philip Kastoria
- Philips Bruder
- Beatrice Kastoria (Frau von Philip Kastoria)

### Das Militär
- The Captain
- The Lieutenant
- Emmanuel (Ordonnanz)
- The Doctor (Arzt)
- Soldiers (unbestimmte Anzahl, aber mindestens zwei)